# 神通新大橋

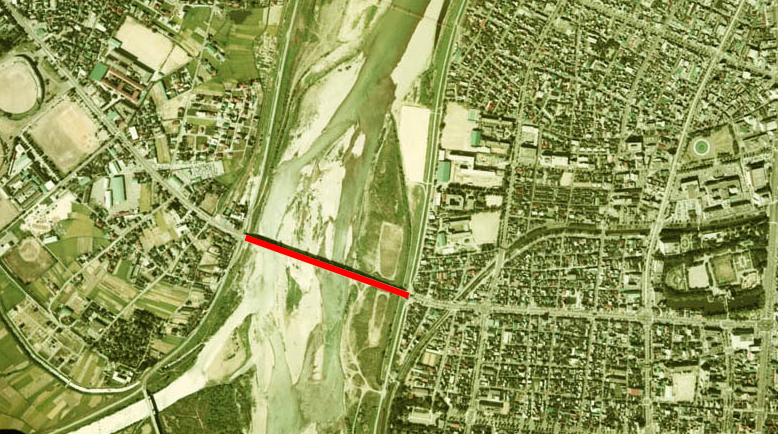
神通大橋の所在地（赤線）。同じ位置に架けられた富山大橋上空から1975年に撮影された、。橋の右（東）側に富山城、左上（西）側に富山県五福公園が見える。

神通新大橋（じんづうしんおおはし）は、神通川に架けられた富山市内の橋梁。1909年に架けられ、1935年に富山大橋が完成するまで供用された。
当橋より6年早い1903年に神通川の900m北側に神通大橋が架けられていたことから、神通新大橋と名付けられた（1909年2月）。また略称は新大橋で、連隊橋（聯隊橋）とも呼ばれた。

## 歴史
1907年、富山市五福（現：富山大学キャンパス）に陸軍の歩兵第31旅団司令部と歩兵第69連隊が設置された。
兵舎と市内中心部とのアクセスのために道路を新設することが同年の県会で議決され、コストと利便性の観点から富山城址の大手から西進するルートが選ばれている。これにともない、途中の神通川に新しい橋が架けられることになった。
1908年8月20日から木造橋梁の工事が始まり、1909年4月10日に完成した。兵営道路と橋梁を合わせた総工費は7万5,460円（現在の価値で約8,000万円）に上っている。同年4月14日に行なわれた道路全体の開通式には3万人が集まり、市内の青木家の三代夫婦により橋の渡り初めが行われた。それまで神通川左岸と富山市内の間の交通は900m下流の神通大橋、または1.6km上流の有沢橋を利用していたが当橋の開通によりアクセスの利便性が向上した
1916年には富山市による呉羽山公園の整備にともない富山地方鉄道呉羽線が建設され、同年11月に軌道が橋上に敷設された。一方で洪水の被害も幾度か受けており、1914年8月13日には全長238間のうち126間が流出して仮復旧のため桟橋式の仮橋が架設された。さらに1918年には神通川の改修工事によって当橋が堤防より2m低くなり、1920年の洪水では西詰の橋脚2組と軌道部分の支柱4組が流出している。同年4月1日、内務省告示により神通新大橋を含む富山高岡間道路が国道11号に指定される。
1932年に旧国道11号の富山市-小杉町間で富山市による改良事業が始まると、これに先立つ1928年に県会で当橋の架替事業が決議された。財政難から一時は中止されたものの1932年に改めて予算が付けられ、新しい橋は1934年に着工して翌年11月に竣工した。この初代富山大橋は1936年4月13日に供用が開始され、これにともなって神通新大橋は廃橋となった。

## 構造
当橋の基礎は地杭と十露盤木を敷設した上に厚み2尺のコンクリートを打ち、煉瓦を積んで橋桁の接触部に硬質の石材を使う頑丈なものだった。動荷重は坪あたり400貫目（450kgf/m2）で設計されて電車軌道の敷設にも耐えたが、上記の通り洪水で一部が流されることもあった。